# Хегру
Хегру (груз. ხეღრუ) — село в Грузии, на территории Хелвачаурского муниципалитета автономной республики Аджария.

## География
Село находится в юго-западной части Грузии, на берегах реки Гвелисцкали (бассейн Чороха), на расстоянии 3 километров (по прямой) к востоку от города Батуми, административного центра муниципалитета и автономной республики. Абсолютная высота — 280 метров над уровнем моря.

## Население
По результатам официальной переписи населения 2014 года, в Хегру проживало 557 человек (290 мужчин и 267 женщин). В национальной структуре населения грузины составляли 100 %.
| Год  | Население, человек |
| ---- | ------------------ |
| 2002 | 461                |
| 2014 | ↗ 557              |